# Наш Формат
«Наш Формат» — український бренд, заснований у 2006 році, що включає видавництво «Наш Формат», яке спеціалізується на нехудожній літературі, а також багатобрендовий книжковий інтернет-магазин «Наш Формат». 
«Наш Формат» представив українські переклади Нобелівських лауреатів Деніела Канемана та Річарда Талера, світові бестселери, такі як «Чорний лебідь» Насіма Талеба, «Атлант розправив плечі» Айн Ренд, «Чому нації занепадають» Дарона Аджемоґлу і Джеймса Робінсона та багато інших.

## Історія
Видавництво заснував у 2006 році підприємець Владислав Кириченко як компанію, що займалася випуском книг, диски у форматах CD-DA та DVD, значків, плакатів, футболок. У 2012 році «Наш Формат» очолив Антон Мартинов, який став співвласником видавництва.
Починав «Наш Формат» з друку плакатів та постерів з патріотичною тематикою, виготовляли футболки з етнополітичними сюжетами, прапори, значки та іншу сувенірну продукцію. Також «Наш Формат» тиражував музику україномовних гуртів, було записано майже 200 аудіокнижок. Згодом було відкрито кілька регіональних магазинів «Наш Формат» і створено майданчик для таборування молодіжних організацій та проведення музичних подій — «Кузню Уніж» у Дністровському каньйоні.
Однією з головних активностей «Нашого Формату» з 2006 року стало створення якісної аудіокниги. Команда записала майже 200 аудіокнижок українською, серед яких «Моє життя та робота» Генрі Форда, «Спогади» Павла Скоропадського, «Чорний лебідь» Насіма Ніколаса Талеба, «Та ви жартуєте, містере Фейнман!» Річарда Фейнмана та інші. З 2020 року аудіопартнером видавництва є українська аудіокнигарня «АБУК».
З 2014 року видавництво почало спеціалізуватися на українських перекладах нехудожньої літератури, зокрема на світових бестселерах про бізнес, саморозвиток, економіку, психологію та історії успіху.
2020 року було створено дитячу редакцію на чолі з письменником Іваном Андрусяком, протягом року видано 19 книжок для читачів віком від 3 (серія «Казки») до 12+ (серії «Пригоди», «Фентезі», «Почуття»). Також є видання для спільного читання з родиною (серія «Сім'я»). Частина з виданих дитячих книжок входить до шкільної програми МОН України.
2020 березень-серпень — виконавчий директор Шевченко Віктор Сергійович
У кінці травня 2020 року через конфлікт із власником з компанії пішли головний редактор і кілька топменеджер. Приводом стало видання книжки про коронавірус російської науковиці, а справжньою причиною називають погане ставлення та «приниження на роботі». Сам Владислав Кириченко заявив, що з 2018 року напрямок, в якому рухалася команда компанії, не відповідав його візії..
За роки роботи видавництво випустило понад 500 назв книг загальним накладом понад 2 мільйони 200 тисяч примірників.
Станом на 2022 рік книжкову продукцію «Нашого Формату» можна побачити у книгарнях Польщі, Італії, Литви, Швейцарії, Німеччини, США тощо.

## Інтернет-магазин та книгарня
Першу книгарню відкрили в Києві у 2006 році, що продавала україномовні книжки. Наразі книгарня і клуб «Наш Формат» розташовуються за адресою пров. Алли Горської, 5а, де проводять презентації книжок, зустрічі з авторами, квартирники, лекції тощо.

## Видавничі проекти

### Серії
Видавництво має такі економічні та історичні серії книг: «Єврейська бібліотека», «Історія економічних див», «Наш пантеон», «Наші герої», «Короткі історії».

### Спеціалізовані видання
- «Невідкладна військова хірургія» (посібник) (англ. Emergency War Surgery, 2022 р.) Електронний варіант можна вільно завантажити для особистого користування на сайті АУМФ[5].

У 2022 році відбулось перевидання підручника.
Входить до переліку рекомендованої літератури вивчення «Хірургії» державних навчальних закладів.
- «Охорона психічного здоров'я в умовах війни» (англ. Combat and operational behaviour health) — підручник про охорону психічного здоров'я людей, які бачили війну, перекладений з офіційного американського видання 2011 року за сприяння Американсько-української медичної фундації[9].

АУМФ разом з агенцією «Наш Формат» спільно видали і передали цю книгу професіоналам, які працюють з людьми, що бачили війну.
Електронний варіант можна було вільно завантажити для особистого користування на сайті АУМФ, станом на 2022 рік можна завантажити після реєстрації.

### Видання з економіки та соціальних наук
- Фрідман, Девід. Механізм свободи. Анархія вільного ринку / Пер. з англ. Ірина Гнатковська. — К. : Наш формат, 2019. — 328 с. ISBN 978-617-7730-05-6 (паперове видання); ISBN 978-617-7730-05-3 (електронне видання).
- Фрідріх Гаєк. Шлях до рабства / пер. з англ. Сергій Рачинський. — К. : Наш Формат, 2022. — 208 с.

## Автори
Видавництво принесло українському читачеві понад 300 перекладів знакових видань, зокрема книжки лауреатів Нобелівської премії, бестселери New York Times та Economist. Серед авторів: Френсіс Фукуяма, Ніл Ферґюсон, Дарон Аджемоґлу, Насім Ніколас Талеб, Джордан Пітерсон, Фарід Закарія, Деніел Канеман, Айн Ренд, Бен Шапіро, Марк Менсон та інші.
Крім того, видавництво працює зі знаними українськими авторами, громадськими діячами та бізнесменами, такими як Володимир В'ятрович, Степан Процюк, Марк Лівін, Ілля Полудьонний, Таня П'янкова, Сергій Громенко, Ореста Осійчук, Вадим Денисенко, Дмитро Томчук, Володимир Кличко, Олександр Доній та іншими.
Серед українських авторів є Ірен Роздобудько, Катя Штанко, Всеволод Нестайко, Іван Андрусяк, Сашко Дерманський, Сергій Пантюк, Олег Чаклун, Мія Марченко, Тетяна Стрижевська, Діана Мельникова, Анна Багряна, Олександра Дорожовець, Настя Музиченко, Настя Лавренішина, Сергій Куцан.
Також видано книжки Сергія Свириденко, Тетяни Рубан, Ніни Бажури.

## Перекладачі
Важлива складова роботи видавництва —  співпраця з перекладачами. Видавництво працює з такими перекладачами як Ярослава Стріха, Микола Климчук, Олексій Панич, Мар'яна Прокопович, Софія Андрухович, Катерина Диса, Катерина Зарембо, Євгенія Кузнєцова, Василь Старко, Олександр Михельсон, Антоніна Ящук, Олена Замойська, Наталія Валевська, Анна Марховська, Оксана Смерек, Олександра Асташова, Анастасія Дудченко та іншими.

## Нагороди
2024
Книга року ВВС - Есеїстика 2024:
Юрій Рокецький - «Всьо чотко. Сергій Кузьмінський і «Брати Гадюкіни»»
2023
Премія імені Миколи Гоголя:
Роман Тетяни П’янкової «Вік червоних мурах».
2022
- Книжка "Квест: знайди «Енеїду» від Ніни Бажури увійшла до довгого списку премії Дитяча Книга року ВВС-2022.
- За результатами опитування Українського інституту книги книжковими бестселерами 2022 року є такі книжки Нашого Формату: «Простими словами. Як розібратися у своїх емоціях. Як розібратися у своїй поведінці» Марк Лівін, Ілля Полуддьонний
- «Моссад. Найвидатніші операції ізраїльської розвідки» Міхаель Бар-Зохар, Ніссім Мішаль
- «Нотатки з кухні переписування історії» Володимир В'ятрович
- «Абрикосова книгарня» Ореста Осійчук

2021
- премії «СУП 2021» у номінації «Соціальний проєкт року» за проєкт «Військо читає» від Спілки українських підприємців.
- Переклад праці Тоні Джадта «Після війни. Історія Європи від 1945 року» Катерини Зарембо відзначено Премією Львова — міста літератури ЮНЕСКО / Премія Львова — міста літератури, 2021.
- «37 буддійських штук. Як пережити бентежні часи» Ольги Корнюшиної — найкраща книжка Черкаського книжкового фестивалю у категорії «мотиваційна і бізнесова література».
- За результатами Всеукраїнського рейтингу «Книжки року-2021» «Наш Формат» увійшов в трійку лідерів у номінації «Видавничий імідж року». Відзначено 22 книжки, зокрема: «Ізраїль. Історія відродження нації» Даніель Ґордіс
- «Нотатки з кухні „переписування історії“» Володимир В'ятрович
- «Історія світу в 100 предметах» Ніл Макґреґор
- «Скоропадський і Крим. Від протистояння до приєднання» Сергій Громенко
- «Від Червоного терору до мафіозної держави. Спецслужби Росії в боротьбі за світове панування (1917—2036)» Юрій Фельштинський, Володимир Попов
- «Після війни. Історія Європи від 1945 року» Тоні Джадт
- «Моє життя» Ґолда Меїр
- «Маннергейм. Спогади. II Том» Карл Маннергейм
- «Дієва економіка для важких часів» Естер Дюфло, Абхіджит Банерджі
- «Велика президентка маленької країни. Історія Далі Грибаускайте» Дайва Ульбінайте

### 2020
- Члени Українського ПЕН створили список із найкращими українськими книжками року, серед яких: «Після війни. Історія Європи від 1945 року» Тоні Джадт
- «„Я змішаю твою кров із вугіллям“. Зрозуміти український Схід» Олександр Михед
- «Пальці поміж піском» Степан Процюк
- «Загублені в таборі» Настя Музиченко
- «Ляказочки» Ірен Роздобудько
- «Принцеса-блоґерка» Олег Чаклун
- «Ліхтарники» Олександра Дорожовець
- У списках премії Книга року ВВС-2020 дві книжки видавництва «Наш Формат»: «Точка неповернення» Дмитра Вербича і «Я змішаю твою кров з вугіллям. Зрозуміти український Схід» Олександра Михеда.
- До списку премії Дитяча Книга року ВВС-2020 увійшла книжка «Морськосвинський детектив» керівника дитячої редакції Івана Андрусяка.